# Ромо, Хосе
Хосе Рафаэль Ромо Перес (исп. José Rafael Romo Pérez; 6 декабря 1993, Турен, Венесуэла) — венесуэльский футболист, нападающий клуба «Левадиакос».

## Карьера

### Клубная
Хосе начал футбольную карьеру в клубе «Льянерос», за основной состав которого он дебютировал 25 сентября 2011 года во встрече с «Минерос Гуаяна». Уже 18 октября Ромо отметился первым забитым мячом. Всего за свой первый год в профессиональном футболе нападающий провёл 12 матчей и забил 2 мяча. В сезоне 2012/13 Ромо чаще появлялся на поле в стартовом составе, приняв участие в 29 встречах, в которых ему удалось отличиться голами шесть раз.
Летом 2013 года Ромо перешёл в «Депортиво Петаре». Карьера в новом клубе сложилась не очень удачно, Хосе забил только один мяч в 23 играх. Спустя год пребывания в «Депортиво Петаре» нападающий покинул команду и подписал контракт с «Депортиво Лара».
24 августа 2014 Хосе дебютировал за клуб из Баркисимето. 21 сентября того же года Ромо забил первый мяч за «Депортиво Лара».

### В сборной
В 2013 году Ромо принял участие в Молодёжном чемпионате Южной Америки. Хосе сыграл в 3 матчах своей команды, не сумевшей преодолеть первый этап турнира.